# Luetzelburgia trialata
Luetzelburgia trialata är en ärtväxtart som först beskrevs av Adolpho Ducke, och fick sitt nu gällande namn av Adolpho Ducke. Luetzelburgia trialata ingår i släktet Luetzelburgia och familjen ärtväxter. Inga underarter finns listade i Catalogue of Life.